# ESPN 5 (Brasil)
ESPN 5 es un canal de televisión por suscripción exclusivo para Brasil y orientado a la transmisión de eventos deportivos 24 horas por día. Fue estrenado el 24 de enero de 2014.
La sede del canal se encontraba en la ciudad de São Paulo, Brasil.
Adicionalmente a este lanzamiento, Fox Sports suma a los estudios existentes en Río de Janeiro nuevas instalaciones en São Paulo, en asociación con la productora Casablanca, donde se producirán contenidos para Fox Sports y Fox Sports 2.
Sus principales rivales son SporTV (SporTV, SporTV 2 y SporTV 3 del Grupo Globo, perteneciente a la poderosa Familia Marinho) y BandSports perteneciente a Grupo Bandeirantes.

## Historia
Debido a la venta de 21st Century Fox a The Walt Disney Company en 2019, Disney excluyó las operaciones de Fox Sports de sus planes para adquirir Fox Networks Group Latin America para obtener la aprobación de compra de los entes anti-monopolio de México y Brasil, El 6 de mayo de 2020, el regulador antimonopolio de Brasil, CADE, anunció que Fox Sports y ESPN Brasil se fusionarían con el canal, debido a los derechos de transmisión del canal. y la abstracción en el país.
A partir del 11 de enero de 2021, Fox Sports no tendrá ningún programa original, como parte del nuevo calendario deportivo de Disney. Las transmisiones en vivo de eventos selectos continuarán hasta el 1 de enero de 2022 cuando se suspenderá Fox Sports.
El 20 de octubre de 2023 el medio Folha de S. Paulo informa que Fox Sports 2 será renombrado como ESPN 5 en enero de 2024, por lo tanto, la marca Fox Sports deja de estar presente en Brasil tras doce años.
El 10 de noviembre de 2023 se informó extraoficialmente que el canal pasaría a llamarse ESPN 5 a partir del 15 de febrero de 2024, junto a ESPN Extra que pasará a llamarse ESPN 6.

## Logotipos

2015–2024
2024–presente